# Las Praderas, Mexiko
Las Praderas är en ort i Mexiko.   Den ligger i kommunen Vicente Guerrero och delstaten Puebla, i den sydöstra delen av landet, 230 km öster om huvudstaden Mexico City. Las Praderas ligger 2 534 meter över havet och antalet invånare är 145.
Terrängen runt Las Praderas är kuperad. Runt Las Praderas är det ganska tätbefolkat, med 149 invånare per kvadratkilometer. Närmaste större samhälle är Ajalpan, 19,2 km sydväst om Las Praderas. Omgivningarna runt Las Praderas är en mosaik av jordbruksmark och naturlig växtlighet.